# 稲葉雅人 (プロレスラー)
稲葉 雅人（いなば まさと、1982年11月13日 - ）は、日本のプロレスラー。リングネームはGOSAMARU（ゴサマル）。神奈川県川崎市出身。

## 経歴
小学5年生の時にビデオ「FMWの世界」を見てプロレスにはまり、最初にプロレスを会場で見たのは1993年5月5日のFMW川崎球場大会 。大仁田厚とサンボ浅子のファンだった。プロレス解説本でザ・グレート・サスケとTAKAみちのくが空中殺法をやるなら体操部と解説していたのを読み、中学校時代は体操部に入る。
1998年4月、入学した東京実業高等学校ではレスリング部に所属し、KAGETORAとは同級生、卍丸とは2年後輩にあたる。高校卒業前、分裂直後の全日本プロレスに履歴書を送るも返事が来ず断念し、東洋大学へ進んでレスリングを続ける。成績は高校時代で国体ベスト8が2回など、大学時代で東日本新人戦グレコローマン2位になっている。
2005年3月、大学の先輩である藤井克久の誘いで、ハッスルに参戦していた小川直也の付き人を務めるも3か月で挫折。その後、KAGETORAに誘われてプロレスリングElDoradoへ入門。
2007年12月29日、ElDorado後楽園ホール大会でスパーク青木とタッグを組んで対NOSAWA論外&MAZADA組戦でデビュー。
2008年6月から約2年半、分身のゴールデンパインが沖縄プロレスに参戦する。
2009年12月、ElDoradoの解散からフリーとなり、紅白プロレス合戦に参戦。
2011年、家庭の事情で沖縄から帰ってくると同時に大日本プロレスへ主戦場を移し、6月からはデスマッチ戦線にも加わった。
2012年、大日本プロレス所属の兄貴こと星野勘九郎と「平成極道コンビ」を結成して以降はコンビの「弟分 マサ」として極道キャラを前面に押し出し、活躍中。休憩時間には平成極道コンビのグッズを、極道らしく押し売りしていて兄貴の借金返済と売り上げ一億円を目標にしている。
2014年8月13日、大日本プロレス後楽園ホール大会で兄貴越えを果たす。その後も波に乗るように宮本裕向の持つBJWデスマッチヘビー級王座に挑戦表明をするが敗北。
2015年7月、平成極道コンビとグレート小鹿のトリオで横浜ショッピングストリート6人タッグ王座に挑み、初めてベルトを獲得した。
2016年4月、首のダメージ蓄積により欠場し大日本最侠タッグリーグ戦に合わせて復帰。しかし、デスマッチでは万全の状態で試合する事ができず、巡業や連戦が難しいことからドクターストップがかかったため、大日本のレギュラーから離れることになり2017年1月4日をもって平成極道コンビは解散となった。
2018年6月、琉球ドラゴンプロレスリングに入団してリングネームをGOSAMARUに改名。
6月23日、琉球ドラゴンネーブルカデナアリーナ大会においてヒージャー・キッドマンとタッグを組み、対RYUKYU-DOGディンゴ&クエルボ・ネグロ組戦で再デビュー。
2020年3月16日、大日本プロレス横浜文化体育館大会に参戦し約3年ぶりに星野と平成極道コンビを復活させた。

## 得意技
ムーンサルトプレス
ダイビングフットスタンプ
ヨシノウラ
ニライカナイ
エクスプロイダー
サイドスープレックス
530
墨落とし
V9クラッチと同型。
極道クラッチ
外道クラッチと同型。

## 入場曲
- 初代 : He's A Pirate（ティエスト）
- 2代目 : 不明
- 軍団歌 〜餃子を焼くぜ〜(作詞、作曲：中澤矢束 歌：GOSAMARU軍団)（2022年 -）

## タイトル歴
- MWF世界タッグ王座
- 横浜ショッピングストリート6人タッグ王座
- 我栄トーナメント優勝